# Bob-Europameisterschaft 2014
Die Bob-Europameisterschaft 2014 wurde vom 24. bis zum 26. Januar 2014 auf der Kunsteisbahn in Königssee ausgetragen.

## Zweierbob Männer
Datum: 25. Januar 2014
| Platz | Bob                                                       | Lauf 1 Platz | Lauf 2 Platz | Gesamtzeit Rückstand |
| ----- | --------------------------------------------------------- | ------------ | ------------ | -------------------- |
| 1     | Schweiz – Bob SUI 1Beat Hefti Alex Baumann                | 50.02 1      | 49.84 1      | 1:39.86 ±0.00        |
| 2     | Schweiz – Bob SUI 2Rico Peter Thomas Lamparter            | 50.07 2      | 50.04 3      | 1:40.11 +0.25        |
| 3     | Deutschland – Bob GER 1Thomas Florschütz Kevin Kuske      | 50.24 3      | 50.12 4      | 1:40.36 +0.50        |
| 4     | Deutschland – Bob GER 2Maximilian Arndt Alexander Rödiger | 50.28 4      | 50.16 5      | 1:40.44 +0.58        |
| 5     | Lettland – Bob LAT 2Oskars Ķibermanis Vairis Lauboms      | 50.45 6      | 50.11 3      | 1:40.56 +0.70        |
| 6     | Deutschland – Bob GER 3Francesco Friedrich Jannis Bäcker  | 50.37 5      | 50.23 6      | 1:40.60 +0.74        |

## Viererbob Männer
Datum: 26. Januar 2014
| Platz | Bob                                                                                        | Lauf 1 Platz | Lauf 2 Platz | Gesamtzeit Rückstand |
| ----- | ------------------------------------------------------------------------------------------ | ------------ | ------------ | -------------------- |
| 1     | Schweiz – Bob SUI 1 Beat Hefti Alex Baumann Jürg Egger Thomas Amrhein                      | 49.18 1      | 49.45 2      | 1:38.63 ±0.00        |
| 2     | Großbritannien – Bob GBR 1 John Jackson Stuart Benson Bruce Tasker Joel Fearon             | 49.29 2      | 49.56 5      | 1:38.85 +0.22        |
| 3     | Deutschland – Bob GER 1 Francesco Friedrich Alexander Mann Gregor Bermbach Thorsten Margis | 49.39 4      | 49.47 3      | 1:38.86 +0.23        |
| 4     | Lettland – Bob LAT 1 Oskars Melbārdis Daumants Dreiškens Arvis Vilkaste Jānis Strenga      | 49.36 3      | 49.56 5      | 1:38.92 +0.29        |
| 5     | Niederlande – Bob NED 1 Edwin van Calker Bror van der Zijde Yannick Greiner Arno Klaassen  | 49.59 7      | 49.42 1      | 1:39.01 +0.38        |
| 6     | Deutschland – Bob GER 2 Maximilian Arndt Marko Hübenbecker Alexander Rödiger Jan Speer     | 49.50 6      | 49.52 4      | 1:39.02 +0.39        |

## Zweierbob Frauen
Datum: 26. Januar 2014
| Platz | Bob                                                     | Lauf 1 Platz | Lauf 2 Platz | Gesamtzeit Rückstand |
| ----- | ------------------------------------------------------- | ------------ | ------------ | -------------------- |
| 1     | Schweiz – Bob SUI 1Fabienne Meyer Tanja Mayer           | 52.14 1      | 51.87 2      | 1:44.01 ±0.00        |
| 2     | Deutschland – Bob GER 1Sandra Kiriasis Franziska Fritz  | 52.51 4      | 51.81 1      | 1:44.32 +0.31        |
| 3     | Niederlande – Bob NED 1Esmé Kamphuis Judith Vis         | 52.44 2      | 51.92 3      | 1:44.36 +0.35        |
| 4     | Belgien – Bob BEL 1Elfje Willemsen Hanna Mariën         | 52.55 5      | 51.93 4      | 1:44.48 +0.47        |
| 5     | Deutschland – Bob GER 2Cathleen Martini Christin Senkel | 52.41 3      | 52.10 5      | 1:44.51 +0.50        |
| 6     | Schweiz – Bob SUI 2Caroline Spahni Ariane Walser        | 52.99 8      | 52.12 6      | 1:45.11 +1.10        |

## Medaillenspiegel
| Platz | Nation                 | Gold | Silber | Bronze |
| ----- | ---------------------- | ---- | ------ | ------ |
| 1     | Schweiz                | 3    | 1      | 0      |
| 2     | Deutschland            | 0    | 1      | 2      |
| 3     | Vereinigtes Königreich | 0    | 1      | 0      |
| 4     | Niederlande            | 0    | 0      | 1      |

## Belege
- Ergebnisübersicht im Zweierbob der Männer
- Ergebnisübersicht im Viererbob der Männer
- Ergebnisübersicht im Zweierbob der Frauen